# Salmo 14
El salmo 14  es, según la numeración hebrea, el decimocuarto salmo del Libro de los salmos de la Biblia. Corresponde al salmo 13 según la numeración de la Biblia Septuaginta griega, empleada también en la Vulgata latina. Por este motivo, recogiendo la doble numeración, a este salmo también se le refiere como el salmo 14 (13).
Atribuido a David, con diferencias menores, es casi idéntico en contenido con el Salmo 53.  Hermann Gunkel fecha el salmo al período del exilio.

## Comentarios
Muchos autores han comentado sobre los salmos. Incluso:
- Hilario de Poitiers[3]
- Agustín de Hipona[4]
- Tomás de Aquino[5]
- Juan Calvino Comentario salmos de Juan Calvino de1557[6]

### Comentarios de la Iglesia católica
La misma «necedad» humana que contempla este salmo es la que San Pablo reconoce en su tiempo y en toda época. Los hombres, al rechazar a Dios, se entregan a la injusticia y a la corrupción moral. No se trata solo de un error intelectual, sino de una actitud que conduce al extravío y la violencia.  
Este salmo expone con claridad esa realidad: inicia con una queja sobre la necedad de quienes niegan a Dios (vv. 1-3), sigue con una recriminación por su conducta irracional, que podría evitarse con un razonamiento recto (vv. 4-6), y concluye con una afirmación esperanzadora sobre el destino del pueblo elegido (v. 7). El mensaje del salmista sigue siendo actual. La ausencia de Dios en la vida de los hombres no solo oscurece su entendimiento, sino que los aparta de la justicia. Por eso, tanto en la Escritura como en la enseñanza de San Pablo, se muestra que solo en Dios se encuentra la verdadera sabiduría y el camino hacia la salvación.

Los hombres «habiendo conocido a Dios no le glorificaron como Dios ni le dieron gracias, sino que se envanecieron en sus razonamientos y se oscureció su insensato corazón: presumiendo de sabios se hicieron necios» 

### Comentario a los versículos 1-3
El salmo presenta una clara oposición entre el necio, que dice en su corazón: «No hay Dios» (v. 1), y el sabio, que «busca a Dios» (v. 2), retomando la contraposición entre impíos y justos ya establecida en el Salmo 1. Para el salmista, la negación de Dios por parte del necio no es solo teórica, sino que se traduce en su conducta: «No hay quien haga el bien» (vv. 1,3). Esta actitud refleja un ateísmo práctico, donde se asume que Dios no interviene en la vida humana, lo que lleva a la corrupción moral.
San Pablo cita este pasaje (vv. 1-3) en su descripción de la humanidad apartada de Dios (cfr. Rm 3,10-12). Frente a este rechazo, la adoración es la respuesta del creyente, reconociendo a Dios como Creador y Salvador (cfr. Sal 95,1-6). Como señala el Catecismo de la Iglesia Católica, la adoración nos llena de humildad y refuerza nuestras súplicas ante el Dios todopoderoso.
El salmo también denuncia la falta de discernimiento del necio, que ignora la seguridad del justo en Dios (v. 6) y el juicio divino venidero (v. 5). En el v. 4, no queda claro si habla el salmista o Dios, pero la mención de «mi pueblo» introduce un cambio de enfoque: ya no es solo una reflexión general sobre la necedad, sino que pone el centro en Israel, el resto fiel que sufre la opresión de los impíos.

### Comentario a los versículos 4-7
La conducta del necio, según el salmista, surge de su falta de discernimiento frente a la confianza del justo en Dios (v. 6) y el juicio divino que se avecina (v. 5). En el v. 4, no queda claro si la voz es la del salmista o la de Dios, pero con la expresión «mi pueblo» el enfoque cambia: ahora la atención recae en Israel, el resto fiel que sufre la opresión de los impíos. El salmo también alude al regreso de los desterrados de Babilonia como una obra de Dios desde su Templo en Jerusalén. Este hecho debería llevar al «necio» a reflexionar, pues es una prueba concreta de la intervención divina en la historia de su pueblo.

## Texto completo
1. El necio ha dicho en su corazón: No hay Dios. Son corruptos, han hecho trabajos abominables, no hay ninguno que haga bien.
2. El Señor miró desde los cielos a los hijos de los hombres, para ver si había alguno que entendiera, y buscar a Dios.
3. Todos se han ido a un lado, todos juntos se vuelven inmundos: no hay ninguno que haga el bien, no, ninguno.
4. ¿No tienen conocimiento todos los trabajadores de la iniquidad? que comen a mi pueblo como comen pan, y no invocan al Señor.
5. Allí estaban con gran temor: porque Dios está en la generación de los justos.
6. Habéis avergonzado el consejo de los pobres, porque el Señor es su refugio.
7. ¡Oh, que la salvación de Israel saliera de Sion! Cuando el Señor devuelva el cautiverio de su pueblo, Jacob se regocijará e Israel se alegrará. Versión de la Biblia del rey Jacobo.[14]

Hay un largo pasaje después del versículo 3 que está presente en la Septuaginta , la Vulgata y dos manuscritos hebreos, pero que falta en el texto masorético y en el Salmo 53. El pasaje (y los versículos 2 y 3) se cita en completo en Romanos 3 de la Septuaginta.  El hebreo de este pasaje, incluido el versículo 3, dice:
| Hebreo | Español |
| --- | --- |
| הכל סר יחדו נאלחו אין עשה טוב אין גם אחד קבר פתוח גרונם לשונם יחליקון חמת עכשוב תחת לשונם אשר פיהם אלה ומרמה מלא קלו רגליהם לשפוך ךם מזל רע ופגע רע בדרכיהם ודרך שלום לא ידעו אין פחד אלהים לנגד עיניהם | Todos se han ido a un lado, juntos se vuelven inmundos. No hay nadie que haga bien, ni siquiera uno. Una tumba abierta es su garganta, su lengua habla suavemente. El veneno de Asp está debajo de su lengua, cuya boca está llena de maldiciones y engaños. Sus pies son rápidos para derramar sangre. La desgracia y el mal están en sus caminos, y el camino de la paz no lo han sabido. No hay temor de Dios ante sus ojos. |

## Significado
David le dice a la audiencia que es una tontería no creer en Dios. La declaración de apertura dice:
"El necio ha dicho en su corazón: No hay Dios".
En la Biblia, cuando se hace referencia a algo o alguien como "tonto", esto significa que esta persona es "alguien que ignora la palabra de Dios". Se refiere a ellos como corruptos y hace un trabajo que es odioso cuando dice "abominable". David está dejando en claro que sin Dios, el hombre no puede hacer ningún bien porque tenemos una naturaleza pecaminosa. Quien no cree en Dios es susceptible al odio y al comportamiento corrupto.
David comienza a hacer referencia al regreso de Cristo para recuperar a su pueblo. Cuando discute la salvación de Israel y los saca del cautiverio. Él está diciendo que el Señor traerá a los que invocan su nombre y son sus creyentes a un lugar seguro. Seguridad, lejos del dominio del pecado en la tierra.

## Usos

### Nuevo Testamento
Algunos versículos del Salmo 14 se mencionan en el Nuevo Testamento. Los versículos 1c, 2b, 3 se citan en Romanos 3: 10-12

### Iglesia católica
Este salmo se reza en la hora media de la Liturgia de las horas los martes de la primera semana. Para facilitar la comprensión se le asigna a cada salmo un título en rojo (rúbrica) que no forma parte del salmo. El título del Salmo 14 es Corrupción y necedad del impío.